# 瑪格麗特二世 (埃諾)
埃諾的瑪格麗特（法語：Marguerite de Hainaut，1311年—1356年6月23日），神聖羅馬皇后，1345年繼承哥哥威廉二世成為埃諾女伯爵（稱瑪格麗特二世）、荷蘭女伯爵（稱瑪格麗特一世）。

## 家庭
1324年，瑪格麗特與德意志國王路德維希四世結婚，兩人共有4子4女：
1. 瑪格麗特（英语：Margaret of Bavaria, Duchess of Slavonia）（1321年—1374年）
2. 安娜（1326年—1361年）
3. 路易（1328年—1365年）
4. 伊莉莎白（1329年—1402年）
5. 威廉一世（1330年—1389年）
6. 阿爾布雷希特（1336年—1404年）
7. 奧托五世（1346年—1379年）
8. 碧翠絲（英语：Beatrice of Bavaria）（1344年—1359年）